# Xylan

En möjlig molekylstruktur av xylan.

Xylan är en vanlig beteckning på en grupp av hemicellulosor som är uppbyggda huvudsakligen av xylobetapyranosider hopkopplade med 1,4-glukosidbindningar. I regel finns sidogrupper av arabinos och metylglukoronsyra kopplat till huvudkedjan som består av enbart xylosrester. 
Xylan är den dominerande hemicellulosan i cellväggarnas sekundärvägg hos gömfröväxter, och förekommer även i mindre mängd i barrträdens cellväggar. Xylan är relativt motståndskraftigt mot sulfatprocessen och det finns därför normalt ganska mycket kvar i kemiska pappersmassor, där xylanet kan spela en viktig roll för massans egenskaper. Under alkaliska betingelser (som sulfatkoket) omvandlas metylglukoronsyran till hexenuronsyra - en substans som trots att den i sig är ofärgad konsumerar blekkemikalier och medverkar till att kemiska papper eftergulnar.